# Jeonbuk Hyundai Motors Football Club
Lo Jeonbuk Hyundai Motors Football Club, meglio noto come Jeonbuk Motors, è una società calcistica di Jeonju (provincia di Jeonbuk), nella Corea del Sud. Disputa le partite interne al Jeonju World Cup Stadium di Jeonju in tenuta verde e milita nella K-League, la massima divisione calcistica della Corea del Sud.
A livello nazionale ha vinto 9 campionati, 5 Coppe della Corea del Sud e una Supercoppa della Corea del Sud. A livello internazionale vanta la conquista di 2 AFC Champions League, trofeo vinto nel 2006 e nel 2016.

## Denominazione[1]
- Dal 1994 al 1997: Jeonbuk Dinos Football Club
- Dal 1997 al 2000: Jeonbuk Hyundai Dinos Football Club
- Dal 2000: Jeonbuk Hyundai Motors Football Club

## Storia
Il club, fondato nel 1994, non va confuso con la precedente società Jeonbuk Buffalo, che era stato costituita nel 1993 con il nome di Wansan Puma Football Club, ed aveva assunto il nome di Jeonbuk Buffalo Football Club l'anno seguente. A causa di debiti, lo Jeonbuk Buffalo fallì al termine della stagione 1994.
Il 12 dicembre 1994 la Hyundai Motors ingaggiò i giocatori del defunto Jeonbuk Buffalo, fondando la nuova società Jeonbuk Dinos Football Club. La stessa federazione calcistica sudcoreana dichiarò ufficialmente che lo Jeonbuk Buffalo e lo Jeonbuk Dinos erano società differenti e pertanto la storia dello Jeonbuk Hyundai Motors iniziava il 12 dicembre 1994.
Il 31 maggio 2000 la società assunse la denominazione di Jeonbuk Hyundai Motors Football Club.
Vinse la AFC Champions League 2006, prima a riuscire nell'impresa tra le squadre dell'Estremo Oriente dall'inaugurazione della nuova formula del torneo (2003), battendo per 3-2 tra andata e ritorno i siriani dell'Al Karama. Nel dicembre 2006 partecipò al campionato mondiale per club svoltosi in Giappone, classificandosi al 5º e penultimo posto.
Grazie all'arrivo di Choi Kang-Hee, la squadra riuscì a migliorare il proprio rendimento nella K-League finché, il 6 dicembre 2009, non arrivò il tanto agognato primo titolo nazionale, sempre sotto la gestione di Kang-Hee. Il titolo fu vinto grazie al successo nella doppia finale contro il Seongnam.
Nel 2011 il presidente decise di cambiare allenatore, sostituendo il beniamino dei tifosi Kang-Hee con Lee Heung-Sil. Grazie alla sua gestione la squadra campione del 2009, reduce di un terzo posto nella stagione 2010, il 4 dicembre 2011 riuscì a ottenere il secondo alloro nazionale contro l'Ulsan Hyundai, sconfitto nella doppia finale. Il club raggiunse anche la finale della AFC Champions League 2011, dove fu sconfitto dall'Al-Sadd ai tiri di rigore.
Il 30 settembre 2016 la squadra fu penalizzata di nove punti in campionato e multata di 100 milioni di won a seguito del coinvolgimento in uno scandalo di corruzione di alcuni arbitri risalente a tre anni prima.
Il 26 novembre 2016 lo Jeonbuk si laureò campione d'Asia per la seconda volta nella sua storia dopo aver battuto gli emiratini dell'Al-Ain per 3-2 tra andata e ritorno nella doppia finale della AFC Champions League 2016.
A causa dello scandalo di corruzione arbitrale in cui fu coinvolto, il 18 gennaio 2017 lo Jeonbuk fu escluso dalla AFC Champions League 2017 con un provvedimento della Asian Football Confederation confermato dal Tribunale Arbitrale dello Sport, che il 3 febbraio respinse il ricorso presentato dal club sudcoreano.
Nel 2019 vince il terzo campionato di fila, il quinto negli ultimi sei anni. La vittoria arriva in modo rocambolesco, grazie al successo per 1-0 all'ultimo turno contro il Gangwon, mentre i rivali dell'Ulsan HD, primi in classifica con tre punti di vantaggio prima dell'ultima giornata, sono nettamente battuti in casa dal Pohang Steelers (1-4) e soccombono per una peggiore differenza reti (+32 contro +40).
Dopo varie stagioni al vertice, nel 2024 sulla squadra aleggia lo spettro della retrocessione, figlio di un'annata molto al di sotto delle aspettative. I Greens si ritrovano allo spareggio contro il Seoul E-Land FC, fresco di terzo posto in K League 2. Nel doppio confronto il Jeonbuk esce vincitore di entrambe le sfide, sempre con il risultato di 2-1( all'andata a segnare sono Tiago Orobó e Jeon Jin Woo, al ritorno sempre Tiago Orobò e Moon Seon-min), riuscendo a salvarsi e mantenere la categoria

## Organico

### Rosa 2025
| N. |                          | Ruolo | Calciatore            |
| -- | ------------------------ | ----- | --------------------- |
| 1  | Corea del Sud (bandiera) | P     | Kim Jeong-hoon        |
| 2  | Corea del Sud (bandiera) | D     | Kim Young-bin         |
| 3  | Corea del Sud (bandiera) | D     | Woo-jin Choi          |
| 4  | Corea del Sud (bandiera) | C     | Park Jin-sub          |
| 6  | Corea del Sud (bandiera) | C     | Lee Soo-bin           |
| 7  | Brasile (bandiera)       | C     | Hernades              |
| 8  | Corea del Sud (bandiera) | C     | Han Kook-young        |
| 9  | Brasile (bandiera)       | A     | Tiago Orobó           |
| 10 | Corea del Sud (bandiera) | C     | Song Min-kyu          |
| 11 | Corea del Sud (bandiera) | C     | Lee Seung-woo         |
| 13 | Corea del Sud (bandiera) | C     | Kang Sang-yun         |
| 14 | Corea del Sud (bandiera) | C     | Jeon Se-jin           |
| 15 | Corea del Sud (bandiera) | A     | Jin-Young Sung        |
| 16 | Corea del Sud (bandiera) | A     | Jae-yong Park         |
| 17 | Corea del Sud (bandiera) | C     | Tae-ho Jin            |
| 18 | Corea del Sud (bandiera) | A     | Joon-ho Lee           |
| 19 | Ghana (bandiera)         | C     | Bismark Adjei-Boateng |
| 21 | Corea del Sud (bandiera) | D     | Ahn Hyun-beom         |
| 22 | Corea del Sud (bandiera) | C     | Kwon Chang-hoon       |
| 23 | Corea del Sud (bandiera) | D     | Kim Tae-hwan          |
| 24 | Corea del Sud (bandiera) | C     | Kyu-min Park          |
| 25 | Corea del Sud (bandiera) | D     | Choi Chul-soon        |
| 26 | Corea del Sud (bandiera) | D     | Hong Jeong-ho         |
| 27 | Corea del Sud (bandiera) | A     | Kyu-Dong Lee          |
| 28 | Corea del Sud (bandiera) | C     | Lee Yeong-jae         |

| N. |                          | Ruolo | Calciatore      |
| -- | ------------------------ | ----- | --------------- |
| 29 | Corea del Sud (bandiera) | D     | Jun-yeong Kim   |
| 30 | Brasile (bandiera)       | C     | Andrigo         |
| 31 | Corea del Sud (bandiera) | P     | Song Bum-keun   |
| 33 | Corea del Sud (bandiera) | C     | Byung-Kwan Jeon |
| 34 | Corea del Sud (bandiera) | C     | Seung-min Um    |
| 36 | Corea del Sud (bandiera) | A     | Nam-ung Jang    |
| 39 | Corea del Sud (bandiera) | A     | Hyeon-jong Kang |
| 44 | Corea del Sud (bandiera) | D     | Ha-Jun Kim      |
| 63 | Corea del Sud (bandiera) | C     | Seok-jin Han    |
| 66 | Corea del Sud (bandiera) | D     | Jeong-hyeok Seo |
| 70 | Corea del Sud (bandiera) | D     | Jae-jun Lee     |
| 71 | Corea del Sud (bandiera) | C     | Han Kyo-won     |
| 72 | Corea del Sud (bandiera) | D     | Seung-jun Hwang |
| 73 | Corea del Sud (bandiera) | C     | Min-jae Kim     |
| 77 | Corea del Sud (bandiera) | D     | Kim Tae-hyun    |
| 81 | Corea del Sud (bandiera) | P     | Ji-wan Jeon     |
| 88 | Corea del Sud (bandiera) | C     | Hyun-seok Yoon  |
| 90 | Corea del Sud (bandiera) | D     | Sang-woon Jeong |
| 91 | Corea del Sud (bandiera) | P     | Si-hyeon Gong   |
| 94 | Corea del Sud (bandiera) | D     | Yeon Je-woon    |
| 97 | Corea del Sud (bandiera) | D     | Kim Jin-kyu     |
| 99 | Corea del Sud (bandiera) | C     | Chang-hoon Kim  |
|    | Italia (bandiera)        | A     | Andrea Compagno |
|    | Corea del Sud (bandiera) | D     | Jung-gu Hwang   |

## Palmarès

### Competizioni nazionali
- K League 1: 9  (record)

2009, 2011, 2014, 2015, 2017, 2018, 2019, 2020, 2021
- Coppa della Corea del Sud: 5

2000, 2003, 2005, 2020, 2022
- Supercoppa della Corea del Sud: 1

2004

### Competizioni internazionali
- AFC Champions League: 2

2006, 2016

### Altri piazzamenti
- K League 1:

Secondo posto: 2012, 2016, 2022
Terzo posto: 2013
- Coppa della Corea del Sud:

Finalista: 1999, 2013, 2023
- Korean League Cup:

Finalista: 2010
- Supercoppa della Corea del Sud:

Finalista: 2001, 2007
- AFC Champions League:

Finalista: 2011
Semifinalista: 2004, 2022
- Coppa delle Coppe dell'AFC:

Finalista: 2001-2002